# Марио Токић
Марио Токић (Дервента, 23. јул 1975) је некадашњи хрватски фудбалер који се пензионисао након завршетка сезоне 2010-11. Био је тренер загребачке Локомотиве од 14. новембра 2016. до 5. децембра 2017. године.

## Клупска каријера
Марио Токић започео је професионалну каријеру у НК Ријека 1992. године. Након шест година, 1998. године прешао је у загребачки Динамо (тадашњу Кроацију). Са Динамом осваја двије титуле и два пута игра у Лиги шампиона. Прелази у аустријски ФК ГАК 2001. године, гдје је играо до 2005. године. Док је играо за ФК Гак, постигао је оно што се сматра његовим најбољим голом против Ливерпула, у квалификацијама за Лигу шампиона. Иако је ГАК тада повео са 1-0, на крају је изгубио са 2-1. Токић је затим 2005. године прешао у ФК Аустрија Беч. На крају сезоне 2006-07 Токић је најавио да ће се придружити ривалу свог тренутног тима, ФК Рапид Беч, у новој сезони. Августа 2009. године, након двије сезоне са Рапидом, клуб је објавио да је уговор са Токићем отказан.

## Репрезентативна каријера
Токић је био дио хрватске репрезентације на Европском првенству 2004. и Свјетском првенству 2006. године, али није играо ни на једном турниру.

## Тренерска каријера
Након отпуштања Валентина Баришића, Токић је 6. јула 2016. године именован за новог тренера загребачке Локомотиве.
Новембра 2016. вратио се као тренер Локомотиве и остао је на тој позицији годину дана.

## Статистика

### Клубови[7][8]
| Клупски наступи | Клупски наступи | Клупски наступи     | Лига    | Лига   | Куп          | Куп          | Лига куп          | Лига куп          | Континентално | Континентално | Укупно  | Укупно |
| Сезона          | Клуб            | Лига                | Наступи | Голови | Наступи      | Голови       | Наступи           | Голови            | Наступи       | Голови        | Наступи | Голови |
| Хрватска        | Хрватска        | Хрватска            | Лига    | Лига   | Куп Хрватске | Куп Хрватске | Суперкуп Хрватске | Суперкуп Хрватске | УЕФА          | УЕФА          | Укупно  | Укупно |
| --------------- | --------------- | ------------------- | ------- | ------ | ------------ | ------------ | ----------------- | ----------------- | ------------- | ------------- | ------- | ------ |
| 1992-93         | ХНК Ријека      | Прва лига Хрватске  | 6       | 0      | 0            | 0            | –                 | –                 | -             | -             | 6       | 0      |
| 1993-94         | ХНК Ријека      | Прва лига Хрватске  | 16      | 0      | 4            | 0            | –                 | –                 | -             | -             | 20      | 0      |
| 1994-95         | ХНК Ријека      | Прва лига Хрватске  | 26      | 1      | 4            | 0            | –                 | –                 | -             | -             | 30      | 1      |
| 1995-96         | ХНК Ријека      | Прва лига Хрватске  | 34      | 1      | 5            | 1            | –                 | –                 | -             | -             | 39      | 2      |
| 1996-97         | ХНК Ријека      | Прва лига Хрватске  | 27      | 3      | 2            | 0            | –                 | –                 | -             | -             | 29      | 3      |
| 1997-98         | ХНК Ријека      | Прва лига Хрватске  | 25      | 0      | 1            | 0            | –                 | –                 | -             | -             | 26      | 0      |
| 1998-99         | ГНК Динамо      | Прва лига Хрватске  | 30      | 0      | 1            | 0            | –                 | –                 | 8             | 0             | 39      | 0      |
| 1999-00         | ГНК Динамо      | Прва лига Хрватске  | 25      | 1      | 8            | 0            | –                 | –                 | 6             | 0             | 39      | 1      |
| 2000-01         | ГНК Динамо      | Прва лига Хрватске  | 9       | 0      | 4            | 0            | –                 | –                 | 1             | 0             | 14      | 0      |
| Аустрија        | Аустрија        | Аустрија            | Лига    | Лига   | Куп Аустрије | Куп Аустрије | Суперкуп Аустрије | Суперкуп Аустрије | УЕФА          | УЕФА          | Укупно  | Укупно |
| 2001-02         | ФК ГАК          | Бундеслига Аустрије | 30      | 0      | 4            | 0            | –                 | –                 | 3             | 1             | 37      | 1      |
| 2002-03         | ФК ГАК          | Бундеслига Аустрије | 34      | 0      | 4            | 0            | 1                 | 0                 | 7             | 1             | 42      | 1      |
| 2003-04         | ФК ГАК          | Бундеслига Аустрије | 35      | 4      | 4            | 0            | -                 | -                 | 4             | 0             | 42      | 4      |
| 2004-05         | ФК ГАК          | Бундеслига Аустрије | 34      | 0      | 3            | 0            | 1                 | 0                 | 10            | 1             | 48      | 1      |
| 2005-06         | ФК Аустрија Беч | Бундеслига Аустрије | 29      | 2      | 1            | 0            | -                 | -                 | 4             | 0             | 34      | 2      |
| 2006-07         | ФК Аустрија Беч | Бундеслига Аустрије | 31      | 0      | 4            | 0            | -                 | -                 | 6             | 0             | 41      | 0      |
| 2007-08         | ФК Рапид Беч    | Бундеслига Аустрије | 22      | 1      | 0            | 0            | -                 | -                 | 5             | 0             | 27      | 1      |
| 2008-09         | ФК Рапид Беч    | Бундеслига Аустрије | 21      | 0      | 2            | 0            | 1                 | 0                 | 2             | 0             | 26      | 0      |
| Хрватска        | Хрватска        | Хрватска            | Лига    | Лига   | Куп Хрватске | Куп Хрватске | Суперкуп Хрватске | Суперкуп Хрватске | УЕФА          | УЕФА          | Укупно  | Укупно |
| 2009-10         | НК Загреб       | Прва лига Хрватске  | 12      | 0      | 0            | 0            | –                 | –                 | -             | -             | 12      | 0      |
| 2010-11         | НК Загреб       | Прва лига Хрватске  | 25      | 0      | 3            | 0            | –                 | –                 | -             | -             | 28      | 0      |
| Држава          | Хрватска        | Хрватска            | 235     | 3      | 19           | 1            | 0                 | 0                 | 15            | 0             | 270     | 3      |
| Држава          | Аустрија        | Аустрија            | 246     | 7      | 22           | 0            | 3                 | 0                 | 41            | 3             | 312     | 12     |
| Укупно          | Укупно          |                     | 481     | 10     | 41           | 1            | 2                 | 0                 | 56            | 3             | 581     | 14     |

### Међународни наступи
| Хрватска | Хрватска | Хрватска |
| Година   | Наступи  | Голови   |
| -------- | -------- | -------- |
| 1998     | 2        | 0        |
| 1999     | 2        | 0        |
| 2000     | 0        | 0        |
| 2001     | 2        | 0        |
| 2002     | 3        | 0        |
| 2003     | 1        | 0        |
| 2004     | 7        | 0        |
| 2005     | 5        | 0        |
| 2006     | 7        | 0        |
| Укупно   | 28       | 0        |

## Наслови

#### ФК Динамо Загреб
- Прва лига Хрватске: 1998-99, 1999-00
- Куп Хрватске: 2001

#### ФК ГАК
- Бундеслига Аустрије: 2003-04
- Аустријски куп: 2002, 2004
- Аустријски суперкуп: 2002

#### ФК Аустија Беч
- Бундеслига Аустрије: 2005-06
- Аустријски куп: 2006, 2007

#### ФК Рапид Беч
- Бундеслига Аустрије: 2007-08
- Аустријски суперкуп: 2008
- УЕФА Интертото куп: 2007